# Vřesovec
Vřesovec (Erica) je rod nízkých stálezelených keřů zahrnující až 860 druhů. Většinou se nacházejí v Jižní Africe, pouze několik zástupců proniklo do Evropy a Asie. Vřesovce patří do skupiny kalcifobních a kalcifilních rostlin, tedy buď nesnášejí, nebo naopak vyžadují vápník v půdě; obvykle rostou na acidických, kyselých půdách.

## Jméno

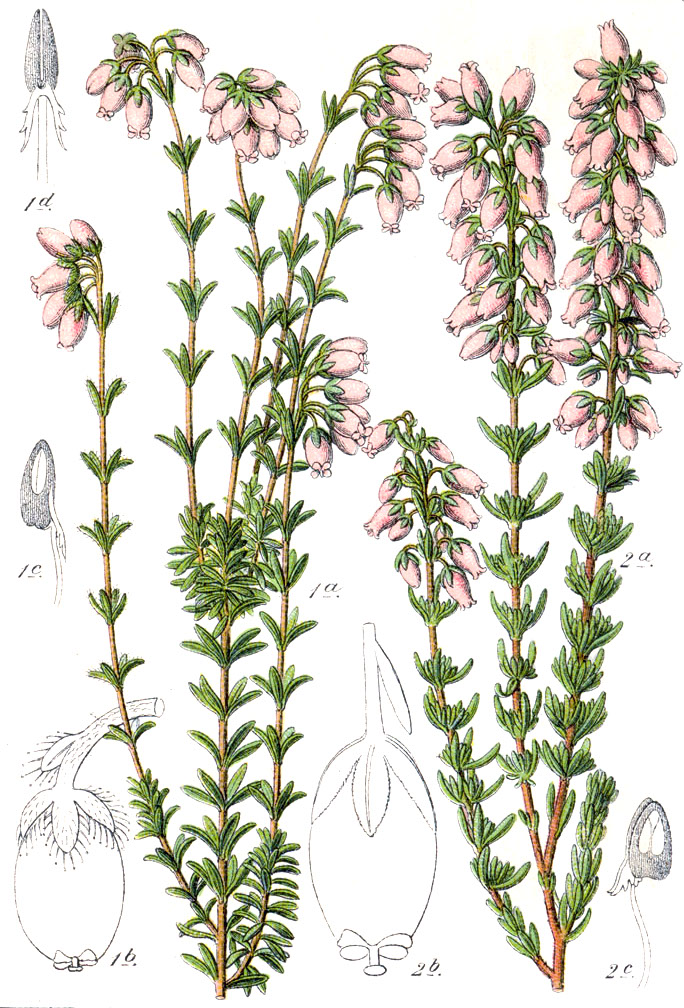
Vřesovec Erica carnea

### Vědecké jméno
Jméno erica pochází z řeckého slova ereikein (rozlomiti) a poukazuje na křehkost dřeva mnohých druhů.

### Lidová jména

Vřesovec ve znaku města Heide ve Šlesvicku-Holštýnsku

Vřesovec (Erica) je lidově nazýván erika, šedivník či jindavec, avšak protože byl dříve vřes a vřesovec často zaměňován a i botanikové je řadili do téhož rodu, je jisté, že stejná rostlina (vzhledem k podobnosti) byla a je na území ČR lidově nazývána i břasa, břes, hnidavec, suchotinka, chvojčina, řes, břesňák, hyndavec, modrý rozchod, vřes skotský, tedy lidovými pojmenováními pro vřes.

## Popis
Většina druhů jsou malé, drobné keře, plazivé, šlahounovité, keříčkovité, převislé nebo vzpřímené, většinou 0,2–1,5 m vysoké, se světle hnědou kůrou a tenkými větvičkami. Přesto některé vřesovce mohou vzácně dorůst i 30 m výšky. Nejvyššími z nich jsou E. arborea a E. scoparia, které dorůstají výšky až 6–7 m.
Všechny vřesovce jsou stálezelené, s nevelkými kratšími nebo delšími jehlicovitými listy 2–15 mm dlouhými. Listy jsou většinou po čtyřech v nepravých přeslenech, krátce řapíkaté, lysé a lesklé, různě husté. Jsou pěstovány i kultivary s žlutopestrými listy.
Květy jsou bílé (E. capensis), žluté, žlutooranžové (E. patersoniana), růžové (E. carnea), fialkové, červené (E. coccinea), ale i zelené (E. viridis). Květ je nící, džbánkovitý nebo kulovitý či válcovitý, většinou v mnohokvětých vrcholových hroznech. Kališní lístky jsou obvykle čtyři, zřídka jeden až pět, korunní plátky jsou srostlé v trubkovitý nebo džbánkovitý květ. Všechny květy na vřesovcích kvetou současně a rostliny jsou jimi obaleny. Proto jsou vřesovce pěstovány v parcích nebo zahradách. Květy většinou mají čtyři, zřídka jeden až osm plodolistů, obvykle s více než jedním semenem.
Semena v tobolce jsou velmi malá; u některých druhů mohou přetrvat v půdě i celá desetiletí. Tobolka je pukající, nebo nepukající.

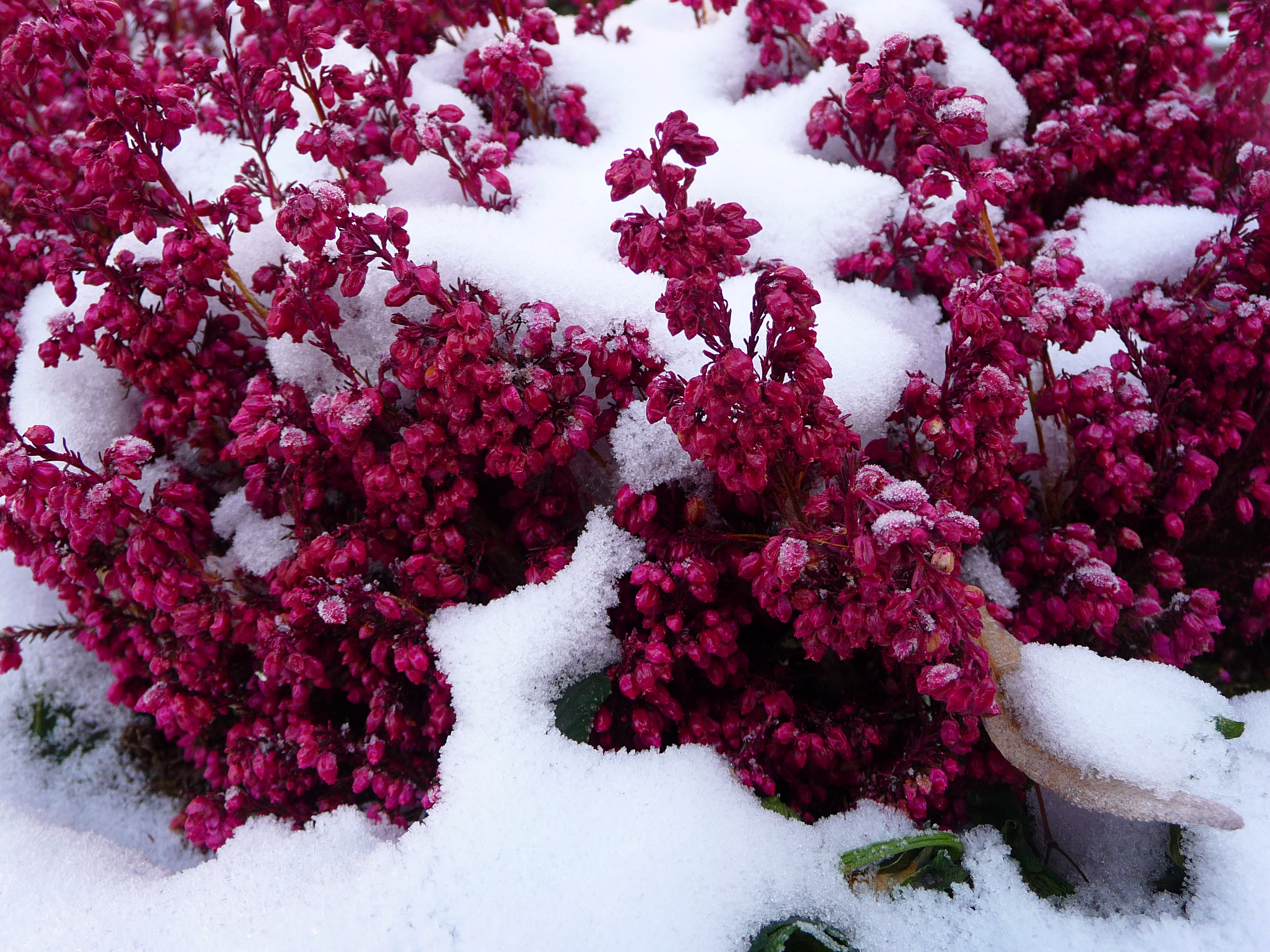
Kultivar vřesovce použitý jako výsadba v zahradě.

Kořenový systém je jemný, nahuštěný, má bohaté vlášení. Část kmene vřesovce zůstává pod zemí; tento kořen je velmi pevný, odolný proti požárům, k nimž na vřesovištích dochází, i proti okusu zvěří. Zajišťuje rostlině přežití. Na požářišti tak vřesovce obrůstají jako první. Počet chromozomů je n = 12, n = 18 vzácných.
Blízce příbuzný rod vřes obecný (Calluna) byl dříve zahrnut v tomto rodu. Liší se velmi málo listy (méně než 2–3 mm dlouhé) a květy (koruna je rozdělena do více samostatných lístků).

## Obsahové látky

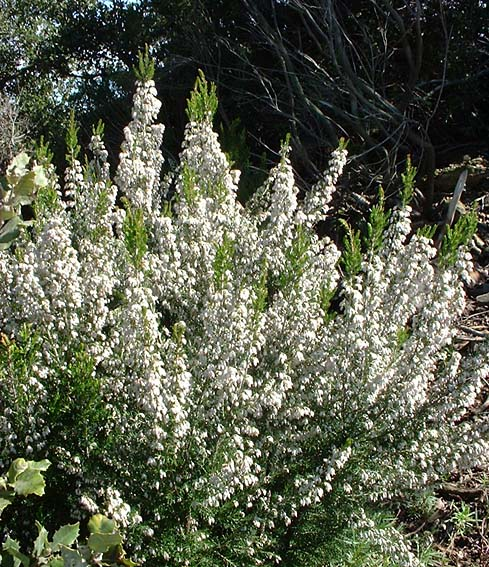
Jeden z nejvyšších druhů vřesovce – Erica arborea, Korsika

- glykosidy – Erica cinerea obsahuje flavonol gossypetin 7,8-dimethylether 3-glukosid a gossypetin 7,8-dimethylether 4-glukosid[4]
- kyseliny – obsahuje fenolové kyseliny
- jiné látky – třísloviny

## Výskyt

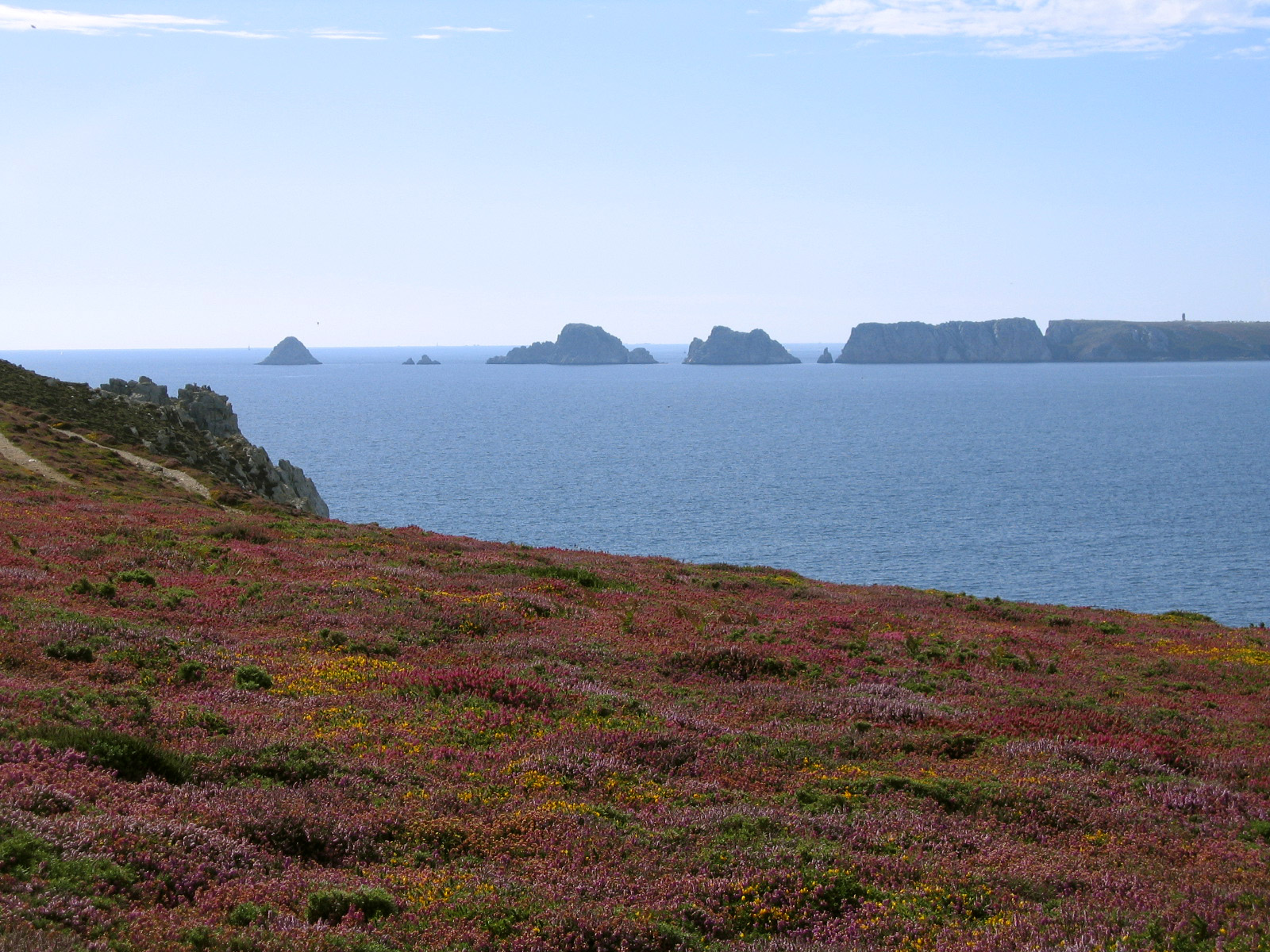
Francie, Bretaň

Přibližně 600 druhů vřesovců jsou endemity v Jižní Africe. Zbývajících cca 70 druhů se vyskytuje jinde v Africe, ve Středomoří a v Evropě. Na českém území se vyskytuje vřesovec pleťový (Erica carnea) a zplaněle v Jizerských horách vřesovec čtyřřadý (Erica tetralix). Soudí se, že vřesovec čtyřřadý byl do ČR zavlečen ze zahraničí se sazenicemi dřevin. Na Šumavě je vřesovec čtyřřadý považován za jeden z nejvzácnějších druhů rostlin. Na lokalitě Mrtvý luh u Volar se nalézá několik desítek jedinců. Otázka původnosti lokality však není uspokojivě vyřešena. Už v 19. století byl výskyt vřesovce čtyřřadého uváděn z oblasti horního toku Vltavy, zatopené dnes Lipenskou nádrží.
Podobně jako většina ostatních vřesovcovitých (Rhododendron, borůvka, vřes, brusinka) jsou vřesovce především kalcifobní rostliny, jejichž výskyt je omezen na kyselé nebo velmi kyselé půdy. Najdeme je od suchých, písčitých půd po extrémně mokrá rašeliniště. Často jsou dominantním druhem stanovišť (vřesovišť a rašelinišť). Mohou zcela vytlačit jinou vegetaci v kyselých lesích.

## Použití

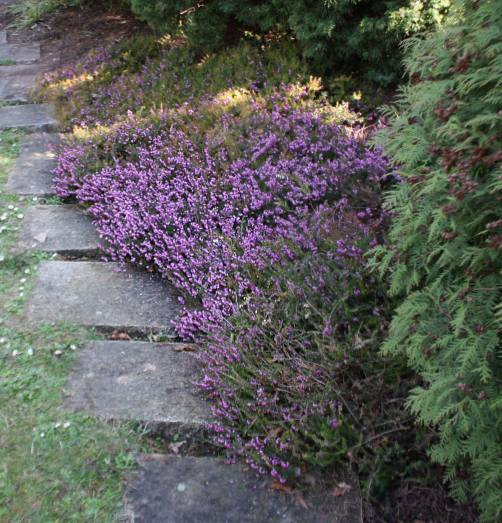
Vřesovec pleťový jako půdokryvná dřevina

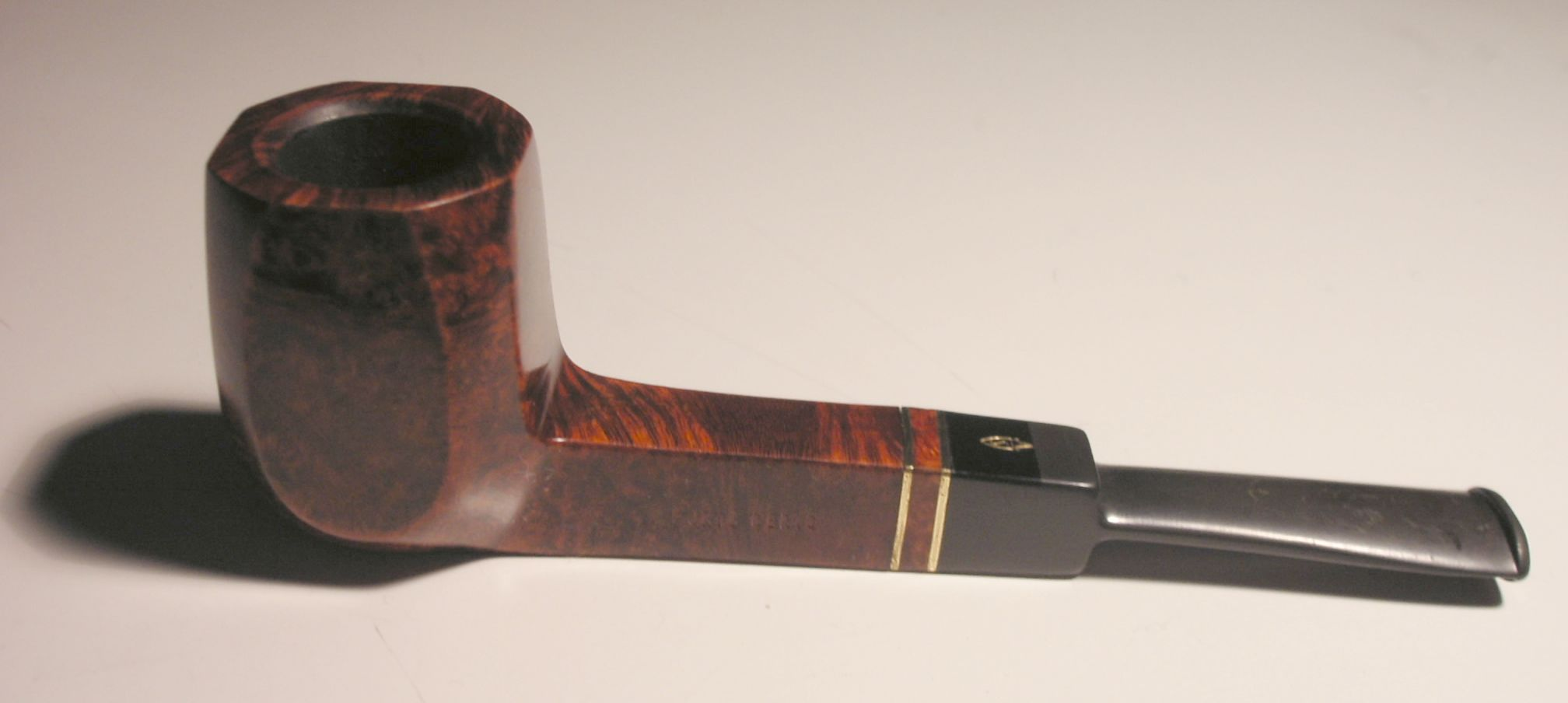
Italská dýmka z leštěného dřeva (kořene) vřesovce – zřetelná struktura dřeva

Vřesovce slouží jako dekorativní dřevina, často půdokryvná pod stromy a keře, ozdobná květem a stálezelenými listy.
- Aranžování – vhodné jsou řezané zelené nadzemní části. Někdy jsou části rostlin s květy sušeny na vzduchu, ve stínu.[p 3] Použitelné jsou spíš větší druhy, např. E. arborea. Sušený vřesovec pleťový není doporučovaným materiálem k aranžování květin.
- Potravinářství – dříve se listy a nať vřesovce pleťového přidávaly do piva jako náhražka chmele.
- Lidové léčitelství – nať vřesovce pleťového byla často omylem používána místo nati vřesu, která má léčebné (hojivé apod.) účinky. Vřesovce obsahují látky, které ničí mikroorganismy. Jsou uváděny diuretické účinky.[6] a lze jej použít při léčení podagry.[p 4]
- Včelařství – vřesovce jsou významnou medonosnou rostlinou.
- Výroba pomůcek – z vřesovce stromovitého (z části kmene přecházejícího v kořeny pod zemí) se vyrábějí dýmky.[p 5]
- V sadovnictví jsou druhy rodu používány pro výsadby ve skupině a jako půdokryvné dřeviny. Při výsadbě je lze kombinovat s nízkými kultivary jalovců a vřesovištními a acidofilními druhy dřevin (bříza (Betula verrucosa), borovice kleč (Pinus mugo), hebe (Hebe), nízké vrby (Salix helvetica).[p 6]

## Pěstování
Protože vřesovce nejlépe rostou v chudé půdě (rašelině) a zcela vyplní plochu, jsou nenáročné na odplevelování. Vřesovec roste v polostínu, dokonce i ve stínu (kde méně kvete), ale nejlépe se mu daří na slunci. Většina druhů nesnáší vápník a špatně snáší přemokření nebo sucho. Sucho snese lépe jen vřesovec pleťový (E. carnea). Vřesovec pleťový také snese více vápníku v půdě. Choulostivější druhy vyžadují zimní kryt. Po odkvětu se doporučuje rostliny seříznout. Vřesovce jsou vděčné, jsou-li ponechány několik let bez přesazování. Zálivka je vhodná dešťovou (nebo upravenou) vodou; při zalévání nevhodnou vodou se může změnit pH půdy.

### Rozmnožování

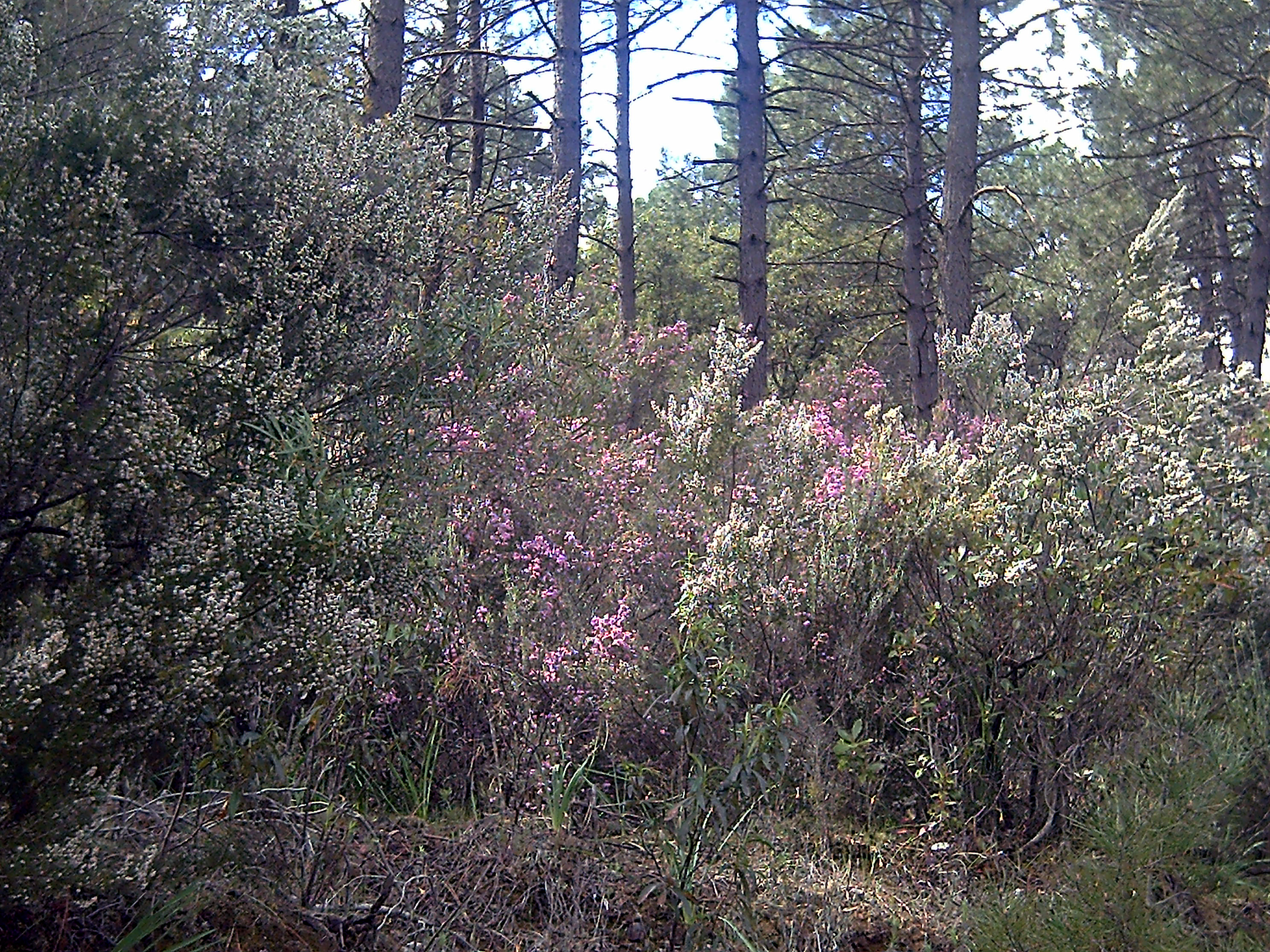
Vřesovce v přírodě, ve španělské Sierra Madrona

Množí se řízkováním v červenci až srpnu, do rašeliny nebo směsi písku (či perlitu) a rašeliny. Nejlépe koření dvouleté větévky. Při množení můžeme použít i hřížení (přiháčkování k zemi a zasypání). Lze vysévat semeno do misky.

### Choroby
Chorobami trpí vzácně a pokud ano, pak vlivem nevhodných podmínek a spíše než patogeny jsou příčinou fyziologické podmínky při nedostatku nebo nadbytku vláhy, světla a nevhodném pH.
- Rez – houbová choroba Uredo ericae. Projevuje se vznikem prašných oranžových skvrnek na listech, které pak opadávají. Vyskytuje se poměrně zřídka,[p 10] je-li rostlina oslabena nevhodným pH substrátu a špatnou výživou.[p 11]
- Odumírání erik – je častým jevem. Přesná příčina nebyla objasněna.
- Padlí – Oidium ericinum vytváří bělavě šedé povlaky na listech a výhonech.[p 10] Padlí je častější na lokalitách s vysokou vlhkostí vzduchu a malým prouděním vzduchu.

### Symbióza
U vřesovce se, podobně jako u ostatních vřesovcovitých, vyskytuje erikoidní mykorhiza nejčastěji s vřeckovýtrusou houbou Hymenoscyphus ericae. Tato houba zajišťuje v nepříznivých podmínkách vřesoviště pro vřesovec dostatek vláhy a živin.. Bylo zjištěno, že houba produkuje enzym, který rozkládá buněčné stěny a celulózu a dokáže tak využít zbytky rostlin v půdě.

## Zajímavosti
- Stejný druh vřesovec pleťový (Erica carnea): je v části svého rozšíření kalcifilní (Alpy) a v části kalcifobní (rašeliniště v ČR).
- Blízce příbuzný druh vřes obecný (Calluna) byl dříve zahrnut v rodu Erica a vřesovec byl původně označován jako vřes, erika. Liší se velmi málo listy (méně než 2–3 mm dlouhé) a květy (koruna je rozdělena do více samostatných lístků).
- Erica australis a Ericca arborea vylučují alelopatické látky, které inhibují klíčení a růst jiných rostlin.[9]
- Z vřesovce Erica andivalensis byla izolována fenolová kyselina, která potlačuje rozmnožování bakterií.
- Erika je ženské křestní jméno skandinávského původu (bez souvislosti s latinským jménem vřesovce). Jedná se o ženský protějšek mužského křestního jména Erik. V českém občanském kalendáři má svátek 2. dubna.
- Vilém Vřesovec z Vřesovic a na Touchovicích je zmiňován v artikulích z období vlády Rudolfa II.[10] Je zapsán jeho podíl na hanobení pozůstatků Jana Žižky z Trocnova: …celé šestnácté století ležel Žižka v Čáslavi (v hrobce) více méně klidně… …V roce 1623 přijíždí do Čáslavě Vilém Vřesovec, mincmistr z Kutné Hory, aby provedl dílo zkázy. Kamennou tumbu přikázal rozkopat a Žižkovy ostatky zničit.[11] Patrně se mu to nepovedlo, protože hrobka byla prázdná.
- Erica je také rod skákajících pavouků. Pavouk Erica eugenia se vyskytuje od Panamy po Brazílii.

## Galerie

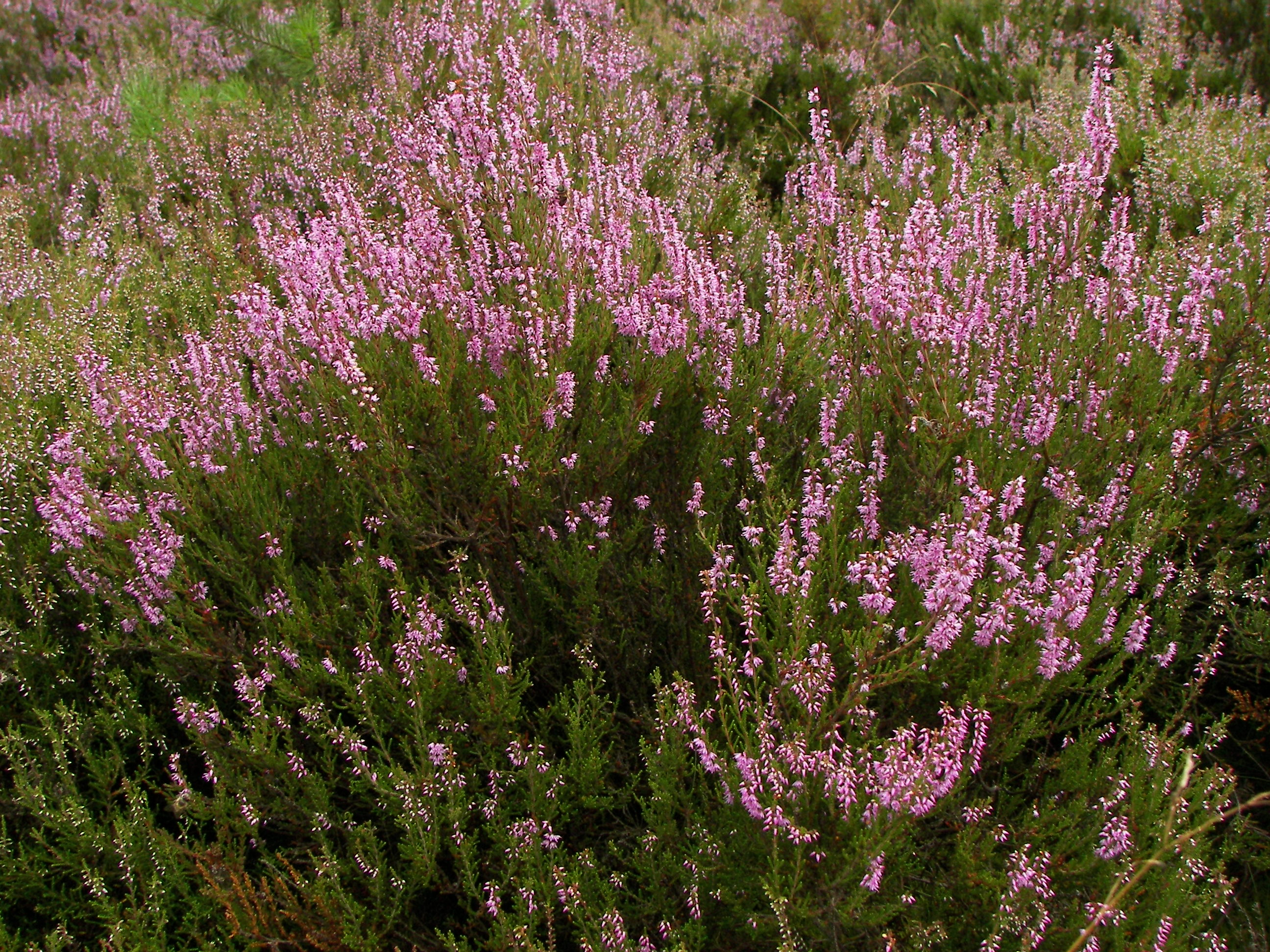
Vřes obecný (Caluna) je velmi podobný vřesovci (Erica).
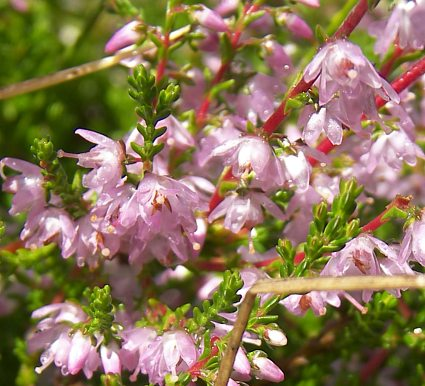
Vřes obecný (Caluna) je velmi podobný vřesovci (Erica), liší se zejména květem a u našich druhů i dobou květu. Krkonoše, Pec pod Sněžkou.
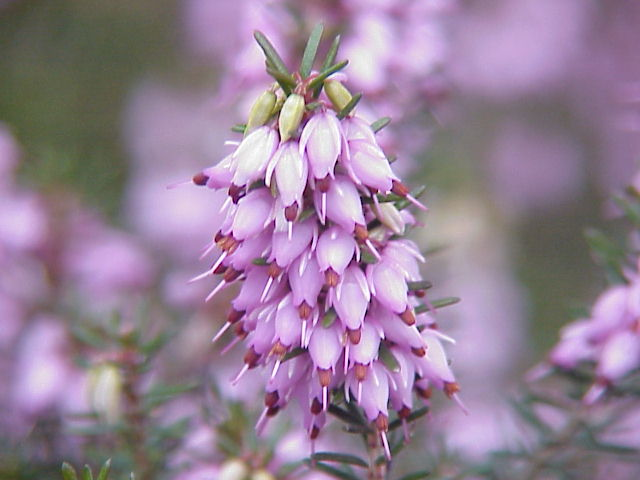
Vřesovec (Erica) má zřetelně odlišný květ

## Zástupci
- brukentálie klasnatá (Erica spiculifolia)
- vřesovec čtyřřadý (Erica tetralix)
- vřesovec pleťový (Erica carnea)
- vřesovec stromovitý (Erica arborea)